# Ravensdale
Ravensdale és una concentració de població designada pel cens dels Estats Units a l'estat de Washington. Segons el cens del 2000 tenia 816 habitants.

## Demografia
Segons el cens del 2000, Ravensdale tenia 816 habitants, 301 habitatges, i 217 famílies. La densitat de població era de 62,6 habitants per km².
Dels 301 habitatges en un 36,9% hi vivien nens de menys de 18 anys, en un 62,8% hi vivien parelles casades, en un 6% dones solteres, i en un 27,9% no eren unitats familiars. En el 22,3% dels habitatges hi vivien persones soles el 5,6% de les quals corresponia a persones de 65 anys o més que vivien soles. El nombre mitjà de persones vivint en cada habitatge era de 2,71 i el nombre mitjà de persones que vivien en cada família era de 3,19.
Per edats la població es repartia de la següent manera: un 26,1% tenia menys de 18 anys, un 7,6% entre 18 i 24, un 27,1% entre 25 i 44, un 29,9% de 45 a 60 i un 9,3% 65 anys o més.
L'edat mediana era de 41 anys. Per cada 100 dones de 18 o més anys hi havia 110,8 homes.
La renda mediana per habitatge era de 44.850 $ i la renda mediana per família de 61.741 $. Els homes tenien una renda mediana de 33.182 $ mentre que les dones 30.536 $. La renda per capita de la població era de 28.300 $. Aproximadament el 6,1% de les famílies i el 10,8% de la població estaven per davall del llindar de pobresa.

## Poblacions més properes
El següent diagrama mostra les poblacions més properes.